# 하빗 (영화)
하빗(HABIT)은 미국에서 제작된 자넬 쉬어트클리프 감독의 2020년 액션, 코미디, 드라마, 스릴러 영화이다. 벨라 손 등이 주연으로 출연하였다.

## 출연
- 허자오이
- 벨라 손
- 패리스 잭슨
- 하나 메이 리
- 개빈 로즈데일
- 안드레야 페이치
- 앨리슨 모스하트
- 소코
- 브리아 비나이테